# Jim Johannson
James Johannson, detto Jim (Rochester, 10 marzo 1964 – Colorado Springs, 21 gennaio 2018), è stato un hockeista su ghiaccio, dirigente sportivo e allenatore di hockey su ghiaccio statunitense.

## Carriera
Pur non avendo mai giocato in NHL (era stato scelto dagli Hartford Whalers al draft del 1982, ma ha poi giocato sempre in International Hockey League ad eccezione di una stagione nella seconda serie tedesca), Johannson ha disputato due edizioni dei giochi olimpici (Calgary 1988 e Albertville 1992) e un mondiale (1988).
Dopo il termine della carriera ha avuto un'esperienza triennale (1995-1998) come allenatore e general manager dei Twin City Vulcans nella lega giovanile USHL; successivamente ricoprì nella stessa squadra - per due anni - il ruolo di general manager.
Fin dal 1998 ricoprì incarichi in seno a USA Hockey: dal 1998 al 2010 fu team manager della nazionale maggiore degli Stati Uniti, dal 2001 al 2006 ricoprì lo stesso ruolo per la selezione Under-20; di entrambe le squadre fu successivamente anche general manager: dal 2009 della Under-20, e dal 2012 della nazionale maggiore. Morì nel sonno per un infarto nel 2018.
Nel 2019 gli venne assegnato dalla IIHF il premio Paul Loicq.